# Cinema en esperanto
Al contrari que en el cas de la literatura o la música, el cinema és una activitat poc desenvolupada de la cultura en esperanto.

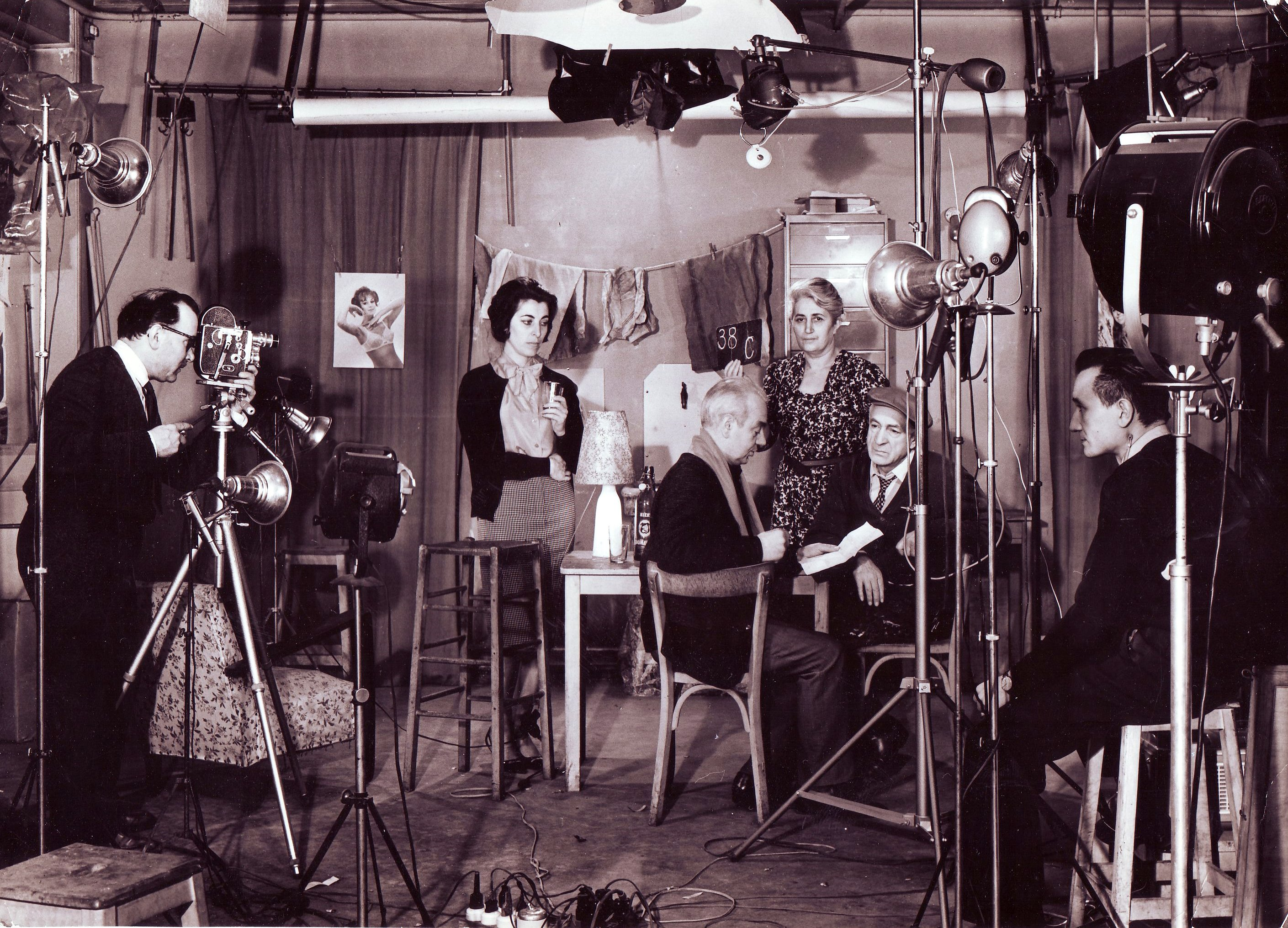
Angoroj

Només hi ha dos llargmetratges rodats íntegrament en esperanto. Tots dos van ser rodats als anys 60, i han estat durant molt de temps donats per perduts fins a restauracions recents.
El primer va ser la producció francesa del 1964 Angoroj (Angoixes), dirigida per Atelier Mahé. És una pel·lícula policíaca ambientada a la perifèria de París i que dura aproximadament una hora. Després de la restauració i el lliurament de la pel·lícula en format de vídeo domèstic (en format PAL) a Suïssa, la cinta va desaparèixer novament de la circulació. Hi ha molt poques informacions detallades a propòsit de la disponibilitat d'Angoroj, tret que el repartiment d'actors estava compost per un bon nombre d'esperantistes competents, entre els quals hi havia Raymond Schwartz, que es va associar amb l'Esperanto Cabaret a París.
El segon llargmetratge va ser la producció estatunidenca Incubus, una pel·lícula de terror en blanc i negre del 1965 protagonitzada per William Shatner. Tot i que es va convertir en pel·lícula de culte en mitjans cinèfils, els esperantistes retreuen generalment la mala pronúncia dels actors.
Gerda malaperis (Gerda ha desaparegut), basat en el llibre del mateix nom escrit per Claude Piron l'any 1981, i La Patro són dues noves pel·lícules produïdes per la productora esperantista brasilera Imagu-filmoj.

## Documentals
Els primers exemples en què l'esperanto es mescla amb el món de la cinematografia van ser sobretot noticiaris cinematoràfics i documentals, alguns datats abans del 1911, quan la setena Conferència internacional sobre l'Esperanto es va celebrar a Anvers, a Bèlgica. El funeral del creador de l'esperanto, Ludwik Lejzer Zamenhof, el 1917, va ser filmat. Segons algunes fonts, el pioner del cinema francès Leon Ernest Gaumont volia fer una pel·lícula sobre l'Esperanto per il·lustrar un procediment de sincronització del so que havia desenvolupat, però el projecte es va truncar amb l'esclat de la Primera Guerra Mundial.

## Ús de l'esperanto en cinema i televisió
- 1931 La novel·la en Esperanto Mr Tot Aĉetas Mil Okulojn, escrita per l'autor polonès Jean Forge (el nom autèntic del qual era Jean Fethke), fou adaptada per Fritz Lang com Els crims del Dr. Mabuse (Die Tausend Augen des Dr. Mabuse) (1960), rodada en alemany, no en esperanto. El mateix Forge va dirigir algunes pel·lícules, de les quals almenys un parell foren rodades en esperanto, Morgaŭ Ni Komencos la Vivon (1934) i Verda Stelo Super Varsovio (1959). No sé sap si queda encara alguna resta d'aquestes pel·lícules.
- 1940 A la pel·lícula Road to Singapore, amb Bing Crosby i Bob Hope, un cor de natius de Kaigoon, una illa imaginària de les Índies Orientals, canta una cançó en esperanto.
- 1940 A The Great Dictator, amb Charlie Chaplin també com a autor i director de la pel·lícula, els cartells dels negocis del gueto jueu apareixen escrits deliberadament en esperanto i no en alemany, per no forçar inútilment el ja evident paral·lelisme amb l'Alemanya nazi.
- 1976 En la recreació dels ambients anarquistes de la coneguda pel·lícula catalana La ciutat cremada, dirigida per Antoni Ribas, s'inclou una escena d'una reunió de persones d'esta ideologia aprenent esperanto en grup.[1]
- Anys 80 La sèrie de ciència-ficció britànica El Nan Roig (Red Dwarf) (emesa per primera vegada el 1988), transcorre en una nau espacial en la qual les indicaccions que hi ha escrites a través dels corredor apareixen tant en anglès com en esperanto, i els personatges de tant en tant usen este idioma. Tanmateix, en la tercera etapa, l'esperanto es va eliminar perquè no era popular entre els espectadors. Només un episodi d'esta temporada conté una part significativa en esperanto, es tracta del primer episodi de la segona sèrie titulat Kryton.[1]
- 1985 En un anime japonés, Night on the Galactic Railroad, basat en una novel·la de Kenji Miyazawa, tots els cartells i indicacions són escrits en esperanto, ja siga per remarcar la seua ambientació europea però no caracteritzada per la ciutat on és ambientada l'acció, o per l'interès que Kenji Miyazawa tenia per la llengua esperanto.
- 1987 La pel·lícula de terror del director serbi Goran Markovic titulada Vec vidjeno inclou diàlegs en esperanto i serbo-croat.
- 1987 Italia 1 emet un programa d'entreteniment i humor, "Lupo Solitario", d'Antonio Ricci, presentat pel Gran Pavese Varietà (Patrizio Roversi, Syusy Blady, Vito i Gemelli Ruggeri), Roland Topor, Gregory Corso, Eva Robins i Wanna Marchi. El "comandant" del dirigible on és ambientada l'emissió, Patrizio Roversi, usa sovint expressions intercalades en esperanto, entre les quals "Bonan vesperonnn!" (Bona vespradaaa!). Se'n va traure també un àlbum en vinil.
- 1994 A "Desafiament Final" ("Street Fighter"), senyals de trànsit i cartells són en esperanto; també les parts parlades que s'escolten de fons i l'himne de Shadoloo, cantat en la pel·lícula, són en esperanto.
- 1997 L'esperanto apareix en la pel·lícula dramàtica de ciència-ficció d'Andrew Niccol Gattaca, en la qual els anuncis són llegits tant en esperanto com en anglès.
- 2004 De manera semblant, la pel·lícula Blade: Trinity transcorre en una ciutat genèrica que l'autor David Goyer, no obstant això, representa com a bilingüe (com tantes ciutats en el món), i la segona llengua parlada a la ciutat anònima, com deixen veure la major part dels senyals, cartells i indicacions, és l'esperanto. A més a més, també els subtítols del DVD, Incubus, que Hannibal King mira en un cert moment, són en esperanto.
- 2004 A la pel·lícula espanyola El coche de Pedales, dirigida per Ramón Barea i protagonitzada per Imanol Arias, el personatge que interpreta Alex Angulo és un professor d'esperanto. Hi ha algunes escenes en les quals saluda la gent amb "Saluton" o "Dankon", i una escena d'una de les seues lectures, en què llegeix un conte en esperanto.
- 2004 Night on the Galactic Railroad  és una pel·lícula sobre un anime japonès (basat en una novel·la de Kenji Miyazawa), en la que tots els senyals estan escrits en esperanto, per tal de reflectir la distinta però no específica ambientació europea de la ciutat i també com a homenatge de Miyazawa, interessat per este idioma, a l'esperanto.
- 2004 A la pel·lícula d'animació coreana Esperanto -que va rebre un premi al "Digital Content Grand Prix" - hi ha diàlegs en esperanto.
- 2005 Un curtmetratge francés titulat Esperanto conté escenes bilingües francès/esperanto.
- 2006 Casarosa és una pel·lícula realitzada pel primer canal de la televisió russa. La pel·lícula, dividida en tres parts, narra una història de detectius sobre uns successos esdevinguts en un club d'esperanto en els anys 20. En algunes escenes la gent parla l'esperanto.
- 2009: El curtmetratge 'Senmova' en esperanto dirigit per Tugce Sen.[2][3]
- 2010: A la pel·lícula Superman/Batman: Apocalypse s'usa una mescla d'esperanto i gibberish com a llenguatge kriptonià.
- 2011: El curt animat 'Ĉapeloj' no té diàlegs, i en comptes fa servir gags visual que es basen en termes de l'esperanto. Produït per Simmon Keith Barney.